# WTA Poland Open 2021
WTA Poland Open 2021 (còn được biết đến với BNP Paribas Poland Open vì lý do tài trợ) là một giải quần vợt nữ thi đấu trên mặt sân đất nện ngoài trời. Đây là lần thứ 1 giải WTA Poland Open được tổ chức, và là một phần của WTA 250 trong WTA Tour 2021. Giải đấu diễn ra tại Arka Tennis Club ở Gdynia, Ba Lan, từ ngày 19 đến ngày 25 tháng 7 năm 2021.

## Nội dung đơn

### Hạt giống
| Quốc gia | Tay vợt               | Xếp hạng1 | Hạt giống |
| -------- | --------------------- | --------- | --------- |
| KAZ      | Yulia Putintseva      | 42        | 1         |
| SLO      | Tamara Zidanšek       | 50        | 2         |
| ROU      | Irina-Camelia Begu    | 71        | 3         |
| CZE      | Tereza Martincová     | 78        | 4         |
| RUS      | Anna Blinkova         | 82        | 5         |
| BLR      | Aliaksandra Sasnovich | 86        | 6         |
| RUS      | Varvara Gracheva      | 89        | 7         |
| UKR      | Anhelina Kalinina     | 95        | 8         |
| ESP      | Nuria Párrizas Díaz   | 117       | 9         |
| ROU      | Irina Bara            | 119       | 10        |
| BLR      | Olga Govortsova       | 124       | 11        |

- 1 Bảng xếp hạng vào ngày 12 tháng 7 năm 2021.[2]

### Vận động viên khác
Đặc cách:
- Weronika Baszak
- Valeriia Olianovskaia
- Urszula Radwańska
- Katie Volynets

Miễn đặc biệt:
- Maryna Zanevska

Vượt qua vòng loại:
- Anna Bondár
- Kateryna Bondarenko
- Federica Di Sarra
- Ekaterine Gorgodze

Thua cuộc may mắn:
- Amina Anshba
- Weronika Falkowska
- Jamie Loeb
- Marina Melnikova
- Tereza Mrdeža
- Anastasia Zakharova

### Rút lui
Trước giải đấu
- Clara Burel → thay thế bởi  Weronika Falkowska
- Harriet Dart → thay thế bởi  Kristína Kučová
- Polona Hercog → thay thế bởi  Kateryna Kozlova
- Anna-Lena Friedsam → thay thế bởi  Viktória Kužmová
- Anhelina Kalinina → thay thế bởi  Anastasia Zakharova
- Tereza Martincová → thay thế bởi  Marina Melnikova
- Anna Kalinskaya → thay thế bởi  Varvara Lepchenko
- Yulia Putintseva → thay thế bởi  Tereza Mrdeža
- Nina Stojanović → thay thế bởi  Nuria Párrizas Díaz
- Stefanie Vögele → thay thế bởi  Amina Anshba
- Tamara Zidanšek → thay thế bởi  Jamie Loeb

## Nội dung đôi

### Hạt giống
| Quốc gia | Tay vợt             | Quốc gia | Tay vợt             | Xếp hạng1 | Hạt giống |
| -------- | ------------------- | -------- | ------------------- | --------- | --------- |
| JPN      | Miyu Kato           | CZE      | Renata Voráčová     | 152       | 1         |
| GEO      | Ekaterine Gorgodze  | GEO      | Oksana Kalashnikova | 189       | 2         |
| KAZ      | Anna Danilina       | BLR      | Lidziya Marozava    | 244       | 3         |
| UKR      | Kateryna Bondarenko | POL      | Katarzyna Piter     | 254       | 4         |

- 1 Bảng xếp hạng vào ngày 12 tháng 7 năm 2021.

### Vận động viên khác
Đặc cách:
- Weronika Baszak /  Varvara Flink
- Weronika Falkowska /  Paula Kania-Choduń

### Rút lui
Trước giải đấu
- Irina Bara /  Mihaela Buzărnescu → thay thế bởi  Alena Fomina /  Tereza Mrdeža
- Tereza Mihalíková /  Fanny Stollár → thay thế bởi  Ania Hertel /  Martyna Kubka

Trong giải đấu
- Irina Bara /  Varvara Lepchenko

## Nhà vô địch

### Đơn
- Maryna Zanevska đánh bại  Kristína Kučová 6–4, 7–6(7–4)

### Đôi
- Anna Danilina /  Lidziya Marozava đánh bại  Kateryna Bondarenko /  Katarzyna Piter 6–3, 6–2